# Ben Gorham
Alexander Ben Gorham, född 5 juli 1977, är en svensk parfymdesigner och före detta professionell basketspelare. Han är grundare av parfymhuset Byredo.

## Biografi
Gorhams far är från Kanada och hans mor från Indien. När hans far fick en doktorandtjänst på Stockholms universitet flyttade paret till Stockholm där Ben Gorham föddes. Vid tolv års ålder flyttade han med sin mor och syster till Toronto. Han hade talang för basket och fick stipendium för att gå på high school i delstaten New York vid Redemption Christian Academy, känd för sitt framgångsrika basketlag. Efter examen fick han basketstipendium till Ryerson university i Toronto varefter han hade en professionell basketkarriär i Italien och Tyskland. För att kunna fullfölja proffskontraktet behövde Gorham ha ett svenskt medborgarskap vilket ledde till att han flyttade tillbaka till Sverige. Han fick dock avslag på ansökan om medborgarskap och avslutade därför sin basketkarriär.
Gorham återvände till Stockholm och studerade konst vid konstskolan i Stockholm, och började under studietiden laborera med doftljus. Doftljusen kom att säljas på bland annat NK och Svenskt Tenn. Doftidéerna vidareutvecklades i samarbete med parfymören Pierre Wulff, och år 2006 startade han parfymhuset Byredo(en). Byredo är Sveriges första parfymhus och har kommit att bli mycket framgångsrikt. Varumärket fick snabbt stor spridning och finns nu (2015) i över 65 länder.
År 2013 sålde Ben Gorham majoriteten av Byredo till brittiska riskkapitalbolaget Manzanita Capital. Gorham är fortsatt kreativ chef på Byredo.
Gorham var värd för Sommar i P1 den 14 augusti 2015.
Han är gift och har två döttrar.